# Coccoloba standleyana
Coccoloba standleyana là một loài thực vật có hoa trong họ Rau răm. Loài này được P.H.Allen mô tả khoa học đầu tiên năm 1956.